# Ола
Вижте пояснителната страница за други значения на Ола.
Ола (на латински: Olla, мн.ч.: ollae; aula или aulla; на гръцки: χύτρα, chutra) е древногръцки съд за готвене без дръжки с кръгла форма, произвеждан от керамика или метал.
За готвене се слага на трикрака поставка. Освен това ола се ползва за съхранение на плодове, риба и правене на кисело мляко. За тези цели са ползвани и други поставки. По-късно ола се произвеждат и от стъкло.
В Древен Рим специална форма на ола, т. нар. ола осуария (olla ossuaria) се ползва за погребална урна, в която се поставя прахта на умрелите. Освен това ollae се ползват от Арвалските братя при някои ритуали. Жреците на Деа Диа по време на празника на Матер Ларум (Mater Larum) хвърляли оли пълни с бобови зърна на земята.